# Cratere Quorn
Quorn  è un cratere sulla superficie di Marte.